# Jazy we Wrocławiu
Wrocławski Węzeł Wodny obejmuje liczne budowle i urządzenia wodne, w tym jazy, wybudowane w ramach wrocławskich stopni wodnych, zlokalizowanych zarówno na największej wrocławskiej rzece i jej ramionach oraz kanałach – Odrze, jak i na mniejszych rzekach, dopływach Odry.

## Historia
Jazy i śluzy wodne we Wrocławiu, położone poza Śródmiejskim Węzłem Wodnym, były budowane razem, w ramach większych inwestycji obejmujących także inne elementy infrastruktury hydrotechnicznej. Były to dwie wielkie przebudowy systemu hydrotechnicznego Odry we Wrocławiu:
- budowa Drogi Wielkiej Żeglugi (1892–1897) – jazy: Jaz Szczytniki (nowy w miejsce wcześniejszego), Jaz Psie Pole
- budowa Głównej Drogi Wodnej (1913–1917) - jazy: Jaz Opatowice, Jaz Bartoszowice, Jaz Zacisze, Jaz Różanka.

Pozostałe jazy budowane były w różnych okresach.
| jaz                              | kanał wodny      | stopień wodny              | rok powstania | daty remontów, modernizacji |
| -------------------------------- | ---------------- | -------------------------- | ------------- | --------------------------- |
| Jaz Bartoszowice                 | Kanał Powodziowy | Stopień Wodny Bartoszowice | 1917          | 1997                        |
| Jaz Zacisze                      | Kanał Powodziowy | Stopień Wodny Zacisze      | 1917          |                             |
| Jaz Różanka                      | Stara Odra       | Stopień Wodny Różanka      | 1917          | 1981                        |
| Jaz Rędzin                       | Odra             | Stopień Wodny Rędzin       | 1917          | 1926                        |
| Jaz Opatowice                    | Odra             | Stopień Wodny Opatowice    | 1896          | 1916, 1985                  |
| Jaz Szczytniki                   | Stara Odra       | Stopień Wodny Szczytniki   | 1555          | 1793, 1879, 2002            |
| Jaz Psie Pole                    | Stara Odra       | Stopień Wodny Psie Pole    | 1897          |                             |
| Jaz św. Macieja                  | Odra Południowa  | Piaskowy Stopień Wodny     |               |                             |
| Jaz św. Klary                    | Odra Północna    | Piaskowy Stopień Wodny     |               |                             |
| Jaz Elektrowni Wodnej Wrocław I  | Odra Południowa  | Mieszczański Stopień Wodny | 1924          | 1942                        |
| Jaz Elektrowni Wodnej Wrocław II | Odra Północna    | Mieszczański Stopień Wodny |               | 1942                        |

## Jazy na Odrze i jej odnogach oraz kanałach
Na największej z wrocławskich rzek – Odrze – stopnie wodne powstawały sukcesywnie podczas inwestycji realizowanych głównie pod kątem ochrony przeciwpowodziowej miasta i żeglugi. Obecnie Odra w granicach miasta jest rzeką skanalizowaną, tj. zabudowaną całym ciągiem stopni wodnych. W ramach poszczególnych stopni wodnych, jazy piętrzą wodę razem ze śluzami wodnymi usytuowanymi na kanałach bocznych. 
| jaz                              | kanał wodny      | km biegu rzeki           | spad (m) | liczba przęseł [szt.] | światło przęseł [m]    | zamknięcia              |
| -------------------------------- | ---------------- | ------------------------ | -------- | --------------------- | ---------------------- | ----------------------- |
| Jaz Bartoszowice                 | Kanał Powodziowy | 0,45 Kanału Powodziowego | 5,40     | 3                     | 100,0 (2x30,0+40,0)    | segment, stały          |
| Jaz Zacisze                      | Kanał Powodziowy | 4,87 Kanału Powodziowego |          | 1                     | 54,04                  | kozłowo-iglicowy        |
| Jaz Różanka                      | Stara Odra       | 5,15 Starej Odry         | 2,30     | 3                     | 75,0 (3x25,0)          | sektorowe               |
| Jaz Rędzin                       | Odra             | 260,70                   | 2,00     | 3                     | 115,32 (2x30,62+54,08) | segmentowe, zasuwy      |
| Jaz Opatowice                    | Odra             | 245,035                  | 2,00     | 3                     | 96,0 (3x32,0)          | sektorowe               |
| Jaz Szczytniki                   | Stara Odra       | 0,10 Starej Odry         | 2,05     | 1                     | 45,0                   | powłokowe               |
| Jaz Psie Pole                    | Stara Odra       | 2,90 Starej Odry         | 1,35     | 2                     | 76,0 (2x38,0)          | kozłowo-iglicowy        |
| Jaz św. Macieja                  | Odra Południowa  | 252,00                   |          | 3                     | 45,44 (8,0+23,04+14,4) | zasuwa, stały, iglicowy |
| Jaz św. Klary                    | Odra Północna    | 0,8 Odry Północnej       |          | 1                     | 39,6                   | stały                   |
| Jaz Elektrowni Wodnej Wrocław I  | Odra Południowa  | 252,45                   | 5,65     | 3                     | 39,9 (6,5+22,4+11,0)   | zasuwa, stały           |
| Jaz Elektrowni Wodnej Wrocław II | Odra Północna    | 1,2 Odry Północnej       | 5,65     | 3                     | 57,9 (2x25,7+6,5)      | klapowe, zasuwa         |

## Pozostałe rzeki
Na pozostałych rzekach funkcjonują mniejsze jazy. Są one zlokalizowane:
- na Oławie – Jaz Małgorzaty,
- na Ślęzy – jaz przy Kładce Oporowskiej,
- na Bystrzycy – dwa jazy Stopnia Wodnego Marszowice: Jaz Elektrowni Wodnej Marszowice i Jaz Marszowice
- na Bystrzycy – jaz Jaz Elektrowni Wodnej Stabłowice.